# Спас Генов
Спас Генов (болг. Спас Генов; 24 травня 1981, Бургас) — болгарський боксер, призер чемпіонату Європи серед аматорів.

## Аматорська кар'єра
Спас Генов на чемпіонаті Європи 2002 в категорії до 67 кг здобув перемоги над Джеймсом Муром (Ірландія) та Русланом Хаїровим (Азербайджан), а у чвертьфіналі програв майбутньому чемпіону Тимуру Гайдалову (Росія).
На чемпіонаті світу 2003 в категорії до 69 кг переміг Дорела Сіміон (Румунія) та Бенамара Мескіне (Алжир), а у 1/8 фіналу програв майбутньому чемпіону Лоренсо Арагон (Куба).
На чемпіонаті Європи 2004 програв у першому бою.
На чемпіонаті світу 2005 програв у другому бою Бахтіяру Артаєву (Казахстан).
На чемпіонаті Європи 2006 завоював срібну медаль.
- В 1/16 фіналу переміг Назімі Айдінова (Азербайджан) — 24-21
- В 1/8 фіналу переміг Міхала Старбала (Польща) — RSCO 3
- У чвертьфіналі переміг Зорана Мітровича (Югославія) — 40-21
- У півфіналі переміг Кахабера Жванія (Грузія) — 26-19
- У фіналі програв Андрію Баланову (Росія) — 12-32

## Професіональна кар'єра
На профірингу Спас Генов дебютував 2008 року. Провів 12 переможних боїв проти суперників невисокого класу.